# Brasilia Challenger 1981
Il Brasilia Challenger 1981 è stato un torneo di tennis facente parte della categoria ATP Challenger Series nell'ambito dell'ATP Challenger Series 1981. Il torneo si è giocato a Brasilia in Brasile dal 10 al 16 agosto 1981 su campi in terra rossa.

## Vincitori

### Singolare
Pablo Arraya ha battuto in finale  Thomaz Koch con il punteggio di 6–3, 3–6, 6–4

### Doppio
Givaldo Barbosa /  João Soares hanno battuto in finale  Carlos Gattiker /  Alejandro Gattiker